# 쿠르디스탄의 기

쿠르디스탄의 국기 비율 3:2

쿠르디스탄의 국기(Alaya Kurdistanê)는 빨강, 하양, 초록 세 가지 색의 가로 줄무늬 바탕 가운데에 이십일각별의 노란색 태양을 넣은 기로, 1992년에 국기로 제정되었다. 이라크 쿠르드 자치구를 상징하는 기로 사용되고 있으며, 쿠르드족의 독립을 반대하고 탄압하는 튀르키예와 시리아, 이란에서는 사용이 금지되어 있다.

## 상징
- 빨강은 박애와 독립을 위해 애국자들이 흘린 피, 정열, 혁명을 상징한다.
- 하양은 평등, 자유, 평화, 진리, 순결을 상징한다.
- 초록은 사막의 국토가 숲과 녹색의 기름진 평야로 바뀌기를 희망함을 의미한다.
- 노란색 태양은 쿠르드인의 선민 사상, 즉 쿠르드인이 위대한 민족이라는 의미이다.

## 옛 쿠르디 국가의 국기들

소란 토후국의 국기,[1] 1816 - 1835
쿠르디스탄 왕국의 국기,[1] 1922 - 1924
아라라트 공화국의 국기,[1] 1927-1930
마하바드 공화국의 국기, 1946–1947
시리아 내전 때 쿠르드인이 사용한 기, 2012